# Jean-Claude Magnan
Jean-Claude Magnan   (Aubanha, 4 de juny de 1941) és un tirador d'esgrima francès, ja retirat, especialista en floret, que va competir durant les dècades de 1960 i 1970.
Durant la seva carrera esportiva va prendre part en quatre edicions dels Jocs Olímpics d'Estiu, el 1960, 1964, 1968 i 1972. En aquestes participacions guanyà quatre medalles olímpics: d'or el 1968 en la prova del floret per equips; de plata el 1964 en floret individual; i de bronze el 1964 i 1972, en ambdós casos en la prova del floret per equips.
En el seu palmarès també destaquen sis medalles al Campionat del Món d'esgrima, tres d'or, una de plata i dues de bronze, entre les edicions de 1963 i 1971 així com una medalla d'or a les Universíades de 1963. El 1960, 1962, 1965, 1968, 1971 i 1972 guanyà el campionat de França de floret.